# Tratado de 1978 entre los Países Bajos y Venezuela
El Tratado de Límites marítimos de 1978 entre el Reino de los Países Bajos y Venezuela (en neerlandés: Nederlands-Venezolaans grensverdrag) es un tratado vigente que fijó las fronteras o límites marítimos en el Mar Caribe entre las para entonces Antillas Neerlandesas y Venezuela. Como Aruba formaba parte de esa dependencia neerlandesa para la época (Aruba no obtuvo autonomía sino hasta 1986) el tratado también establece las fronteras marítimas entre esa isla y Venezuela.

## Sectores del tratado
El tratado fue firmado el 31 de marzo de 1978 en la ciudad de Willemstad, Curazao, Antillas Neerlandesas. El texto del tratado establece una frontera compleja que se divide en cuatro sectores individuales. El sector A creó el límite entre el oeste del océano de Aruba y el mar venezolano tomando como referencia el Archipiélago de Los Monjes, el Sector B creó la frontera entre el territorio continental de Venezuela y las islas de Sotavento de las Antillas Neerlandesas (que incluían para 1978 Aruba, Bonaire y Curazao). El Sector C creó el límite entre la costa este de Bonaire y el territorio marítimo venezolano. Por último, más al norte, el sector D estableció la frontera entre la Isla de Aves (Venezuela) y las islas neerlandesas de Saba y San Eustaquio (Antillas Neerlandesas). El punto occidental más remoto del sector C y el punto oriental más remoto del Sector D están relacionados con el Tratado de 1978 entre los Estados Unidos y Venezuela, que fue firmado días antes del tratado entre los Países Bajos y Venezuela.